# 孫啟烈
孫啟烈 ，BBS,，JP，（英語：1953年—）香港企业家，前香港工業總會主席，建樂士企業有限公司、建業五金塑料廠有限公司董事長、華南城聯合創辦人。身兼浙江省政協委員、寧波市政協常委、自由黨、經濟動力成員。

## 背景
建業五金塑料廠於1949年由孫啟烈之父創辦，主要生產不鏽鋼廚具、家庭用品及餐飲業器皿，以自設品牌建樂士（Kinox）銷售。
孫啟烈籍贯宁波市宁海县深甽镇夏樟村。1953年，生于香港。1970年到加拿大留學，主修物理學及機械工程，1978年大學畢業回港。
1988年，孫啟烈將五金廠從香港遷往深圳寶安平湖，成立建樂士工業（深圳）有限公司。2003年，與鄭松興、梁滿林、馬介璋及馬偉武於深圳平湖投資興建華南國際工業原料城（港交所：01668）（華南城），總建築面積約220萬平方米、投資50億元人民幣。
孫啟烈於2003年獲香港特區政府委任為太平紳士（JP），2006年獲特區政府頒發銅紫荊星章（BBS）；亦為中國深圳市榮譽市民。

## 爭議
孫啟烈部份言論具有爭議性。2010年，政府就最低工資立法，連鎖式快餐店大家樂提出員工吃飯時間不能獲得工資，引來社會強烈反應。孫啟烈發表針對員工的言論，指員工用膳時間享有薪金即鼓勵「不勞而獲」，惹來批評。
2011年5月22日，孫啟烈被揭發位於何文田衞理苑頂層20樓的豪宅單位天台建有玻璃屋僭建物。孫啟烈2000年以公司名義以2180萬元購入相連單位連天台，面積約3200平方呎。

## 公職
- 香港工業總會主席
- 香港優質標誌局名譽主席
- 香港出口商會名譽會長
- 香港生產力促進局理事
- 香港貿易發展局理事
- 香港塑料業廠商會會長
- 浙江省政協委員
- 寧波市政協常務委員